# Beraea nigritta
Beraea nigritta is een schietmot uit de familie Beraeidae. De soort komt voor in het Nearctisch gebied.